# El Limón, Cuitláhuac
El Limón är en ort i Mexiko.   Den ligger i kommunen Cuitláhuac och delstaten Veracruz, i den sydöstra delen av landet, 280 km öster om huvudstaden Mexico City. El Limón ligger 172 meter över havet och antalet invånare är 150.
Terrängen runt El Limón är platt, och sluttar österut. Runt El Limón är det ganska tätbefolkat, med 65 invånare per kvadratkilometer. Närmaste större samhälle är Cuitláhuac, 20,0 km väster om El Limón. Trakten runt El Limón består till största delen av jordbruksmark.